# Anna Kocetova
Anna Alexandrovna Kocetova (în rusă Анна Александровна Кочетова, n. 4 mai 1987, în Volgograd) este o handbalistă din Rusia care joacă pentru clubul Dinamo-Sinara și echipa națională a Rusiei.
În ediția 2009-10 a Ligii Campionilor EHF Kocetova s-a clasat pe locul trei în clasamentul celor mai bune marcatoare ale competiției.

## Palmares
- Campionatul Rusiei:
  -  Câștigătoare: 2009, 2010, 2011, 2012, 2013, 2014
  -  Medalie de argint: 2003, 2004, 2005, 2006
  -  Medalie de bronz: 2007, 2008

- Cupa EHF:
  -  Câștigătoare: 2008